# Hạ Cần
Hạ Cần (chữ Hán: 夏廑) là vị vua thứ 13 của nhà Hạ trong lịch sử Trung Quốc.

## Thân thế
Cần là con thứ của Hạ Quýnh – vua thứ 12 của nhà Hạ.

## Trị vì
Năm 1901 TCN, Hạ Quýnh qua đời, Cần lên nối ngôi.
Theo Trúc thư kỉ niên, năm thứ 4 trong thời gian cai trị (khoảng 1897 TCN), ông dời đô về Tây Hà (西河).
Vua nước Côn Ngô (昆吾), chư hầu nhà Hạ vốn được phong ở đất Vệ (衛) đã dời sang đất Hứa (許).
Năm 1880 TCN, Hạ Cần qua đời. Ông làm vua được 21 năm. Người anh họ ông là Khổng Giáp, con của vua Bất Giáng lên nối ngôi.

### Hạ Cầnqua đời lý do
Hạ Cần còn có tên khác là Giáp, là vị vua thứ 13 của vương triều nhà Hạ. Hạ Cần là con trai thứ của Hạ Quýnh, kế vị sau khi cha chết, trị vì 21 năm, bị bệnh ốm chết, tuổi già, táng ở gần An Ấp.